# George Blake Cosby

General Cosby

George Blake Cosby (* 19. Januar 1830 in Louisville, Kentucky; † 29. Juni 1909 in Oakland, Kalifornien) war ein Brigadegeneral im konföderierten Heer während des Sezessionskrieges.

## Leben
Cosby beendete 1852 seine Ausbildung an der Militärakademie in West Point, New York, als siebzehnter seines Jahrganges und diente anschließend als Leutnant im Mounted Rifle Regiment (berittene Schützen) des US-Heeres. Am 3. März 1855 wurde er zum 2. Kavallerie-Regiment versetzt und am 1. Mai 1856 zum Oberleutnant befördert. Am 9. Mai 1860 wurde er zum Hauptmann befördert. Während seiner Dienstzeit war Cosby hauptsächlich in Texas stationiert.
Bei Ausbruch des Bürgerkriegs quittierte Cosby den Dienst im US-Heer und verpflichtete sich beim provisorischen Heer der Konföderierten im Rang eines Hauptmanns, lehrte zuerst Kriegstaktiken der Kavallerie und wurde am 15. Februar 1862 zum Personalchef unter General Simon Bolivar Buckner. In der Folgezeit wurde er nach mehreren Beförderungen am 20. Januar 1863 zum Brigadegeneral befördert und bekam das Kommando über eine Brigade unter General Earl Van Dorn.
Nach Kriegsende zog er nach Kalifornien, wo er mehrere öffentliche Ämter auf Staats- sowie Bundesebene bekleidete und 1882 eine Stelle als Generaladjutant unter Gouverneur George Stoneman annahm.